# Gokishichidō

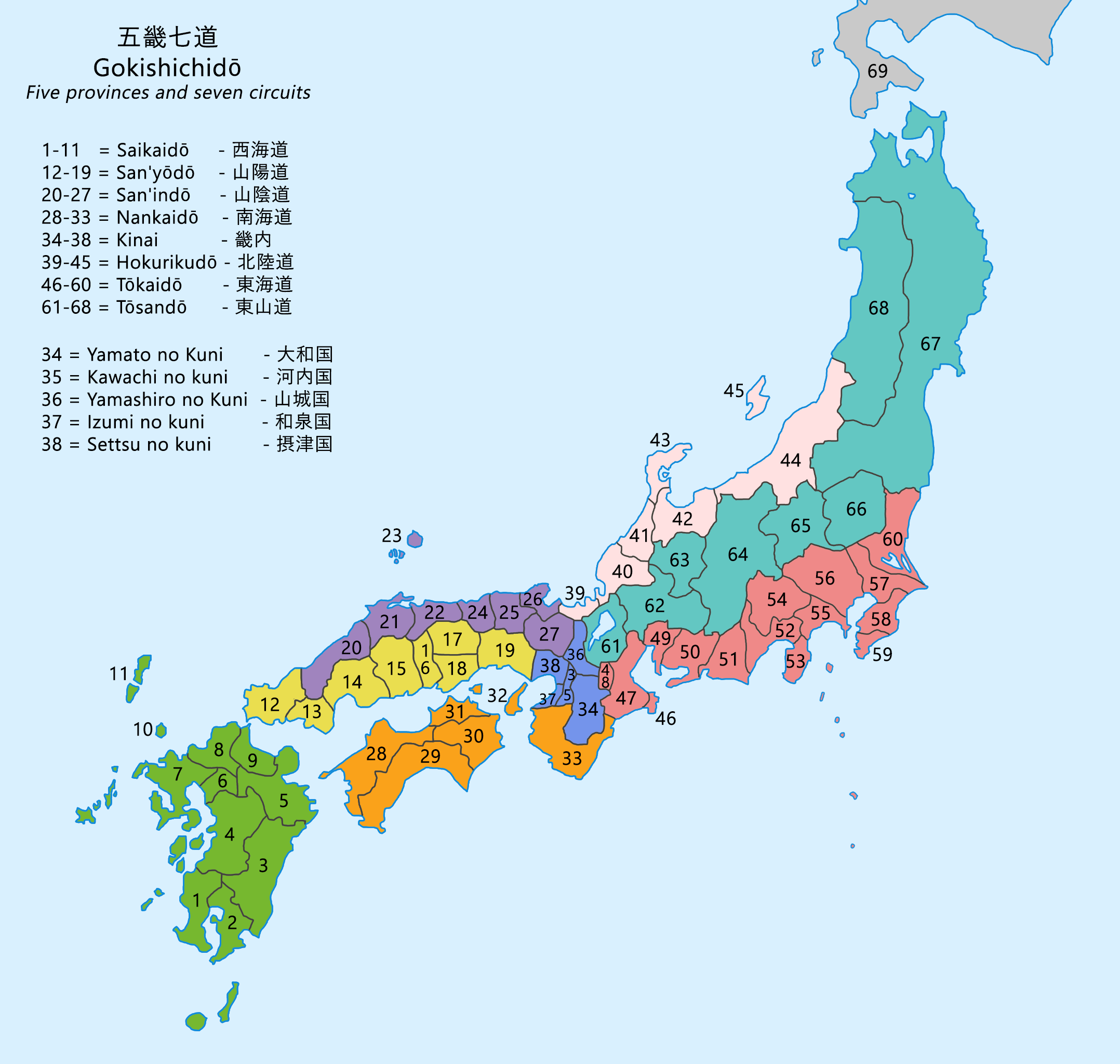
regioni del VIII secolo

Gokishichidō (五畿七道?, "cinque provincie e sette circuiti") fu il nome delle antiche unità amministrative organizzate in Giappone durante il periodo Asuka (538–710 d.C.), come parte di un sistema legale e governativo preso in prestito dai cinesi. Sebbene queste unità non sopravvissero come strutture amministrative oltre il periodo Muromachi (1336–1573), rimasero entità geografiche importanti fino al XIX secolo. Il Gokishichidō consisteva in cinque province nella regione del Kinai (畿内?) o capitale, più sette do (道?) o circuiti, ciascuno dei quali conteneva province proprie.
Quando l'Hokkaidō fu incluso come un circuito dopo la sconfitta della repubblica di Ezo nel 1869, il sistema fu brevemente chiamato Gokihachidō (五畿八道?, "cinque province e otto circuiti") fino all'abolizione del sistema han nel 1871.

## Cinque province
Le cinque province del Kinai erano aree attorno alla capitale imperiale (prima Heijō-kyō a Nara, poi Heian-kyō a Kyōto). Furono:
- provincia di Yamato
- provincia di Yamashiro
- provincia di Kawachi
- provincia di Settsu
- provincia di Izumi

## Sette Circuiti
| Kinai    | Tōkaidō  | Tōsandō  | Hokurikudō |
| San'indō | San'yōdō | Nankaidō | Saikaidō   |

I sette circuiti più la regione del Kinai.

I sette dō o circuiti furono aree amministrative lontane dal Kinai in differenti direzioni. Attraverso ognuna di queste aree c'era una strada con lo stesso nome che connetteva la capitale imperiale alle capitali di ogni provincia. Le sette dō furono:
- Circuito del mare orientale / Tōkaidō
- circuito montano orientale / Tōsandō
- Circuito terrestre settentrionale / Hokurikudō
- Circuito delle montagne scure (nord) / San'indō
- Circuito delle montagne di luce (sud) / San'yōdō
- Circuito del mare del sud / Nankaidō
- Circuito del mare occidentale / Saikaidō

## Gokaidō
Le strade Gokishichidō non devono essere confuse con le cinque strade di Edo (五街道 Gokaidō), che furono le cinque maggiori strade che portavano a Edo durante il periodo Edo (1603–1867). La Tōkaidō era una di queste cinque strade, mentre le altre no.